# بز وحشی ترکمن
بز وحشی ترکمن (نام علمی: Capra aegagrus blythi) نام یک زیرگونه از گونه کل و بز است.